# Kampemba
Kampemba est une commune de l’est de la ville de Lubumbashi en République démocratique du Congo. Elle est née en 1972 de la scission de la commune de Lubumbashi dont elle constituait la partie orientale.

## Quartiers
- Bel-air I
- Bel-air II
- Bongonga
- Industriel
- Kafubu
- Kinka-ville
- Kampemba
- Kigoma
- Hewa-bora